# Refuge de l'abbaye d'Aulne
L'ancien refuge de l'abbaye d'Aulne est une ancienne maison claustrale érigée au XVIe siècle et située dans le centre de Liège en Belgique.

## Localisation
Cet édifice est sis au no 2 de la place Saint-Paul, une place située à proximité de la cathédrale Saint-Paul de Liège. Il existait plusieurs refuges de l'abbaye d'Aulne en principauté de Liège comme par exemple à Huy.

## Historique
Cette maison a été construite dans la première moitié du XVIe siècle pour les abbés de l'abbaye d'Aulne. Cette abbaye était, à partir de 1147, un monastère de moines cisterciens située actuellement à Thuin dans la section Gozée, en Belgique, dans la province de Hainaut. Elle était l'une des abbayes les plus puissantes de la principauté de Liège. Les abbés et moines d'Aulne qui se rendaient à Liège auprès de leur prince-évêque ou de ses conseillers résidaient dans ce refuge qui pouvait aussi faire office de stockage de marchandises. La façade avant a été restaurée à partir de 1897 par l'architecte Edmond Jamar.

## Conception
Alliant les styles gothique et Renaissance, la façade avant compte deux niveaux (un seul étage). Bien que de dimensions similaires, les deux niveaux sont bâtis avec des matériaux de base différents. Le rez-de-chaussée est entièrement construit en blocs de pierre calcaire alors que l'étage est érigé en brique. Un bandeau saillant délimite les deux niveaux.
Le rez-de-chaussée est percé à gauche d'un portail cintré en anse de panier qui devance un couloir menant à l'arrière du bâtiment. Deux baies à meneau et à deux traverses sont placées à droite du bâtiment. L'étage reprend les mêmes baies mais au nombre de quatre. Les six linteaux des baies vitrées sont en accolade simple (quatre), double (un) ou triple (un). Une double frise constituée par des briques formant des triangles surmonte la façade. La façade latérale est aveugle.

## Classement
Ce bâtiment est repris sur la liste du patrimoine immobilier classé de Liège depuis 1941.